# Хейде, Харальд
Ха́ральд Хе́йде (норв. Harald Heide; 8 марта 1876, Фредрикстад — 27 января 1956, Берген) — норвежский скрипач, дирижёр и композитор.
Сын скрипача. Учился в консерватории Кристиании (1891—1896) у Гудбранна Бёна и Густава Ланге (скрипка), Юханнеса Хорклоу и Катаринуса Эллинга (композиция и теория). Затем совершенствовал своё мастерство в Берлине у Флориана Зайица, позднее занимался также у Сезара Томсона.
В 1898—1899 годах преподавал скрипку в Бергенской музыкальной школе, затем до 1903 года был первой скрипкой в оркестре Национального театра в Кристиании. После нескольких лет концертной деятельности в Великобритании и США в 1907 году вернулся в Норвегию на пост дирижёра театра «Национальная сцена» (до 1919 года) и одновременно возглавил Бергенский филармонический оркестр, у руля которого находился более 40 лет. Хейде фактически возродил оркестр, доведя число концертов от 6—8 за сезон до 80 и почти полностью набрав новый состав в 1919 году благодаря поездке а Германию с целью поиска исполнителей. На протяжении своей карьеры в оркестре дирижировал исполнением более чем 6000 произведений 455 композиторов, в том числе целым рядом премьер (среди которых значима, в частности, премьера Четвёртой симфонии Кристиана Синдинга 13 января 1936 г.). На период руководства Хейде пришёлся и эпизод 1941 года, когда во время юбилейного концерта к 175-летию оркестра группа норвежских нацистов ворвалась в зал с намерением схватить солировавшего Эрнста Глазера, еврея по национальности, и передать его немецким оккупационным властям, — однако Хейде велел оркестрантам исполнять национальный гимн Норвегии, нападавшие растерялись и Глазер успел скрыться через кулисы.
Собственные композиции Хейде выдержаны в позднеромантическом стиле, близком Юхану Халворсену. Среди них — Норвежская рапсодия (1914), Симфоническая поэма «Песнь моря» (норв. Havets sang, 1921), Романтическая симфония (1948) и другие.
Кавалер I класса Ордена Святого Олафа.